# Gunnlöd

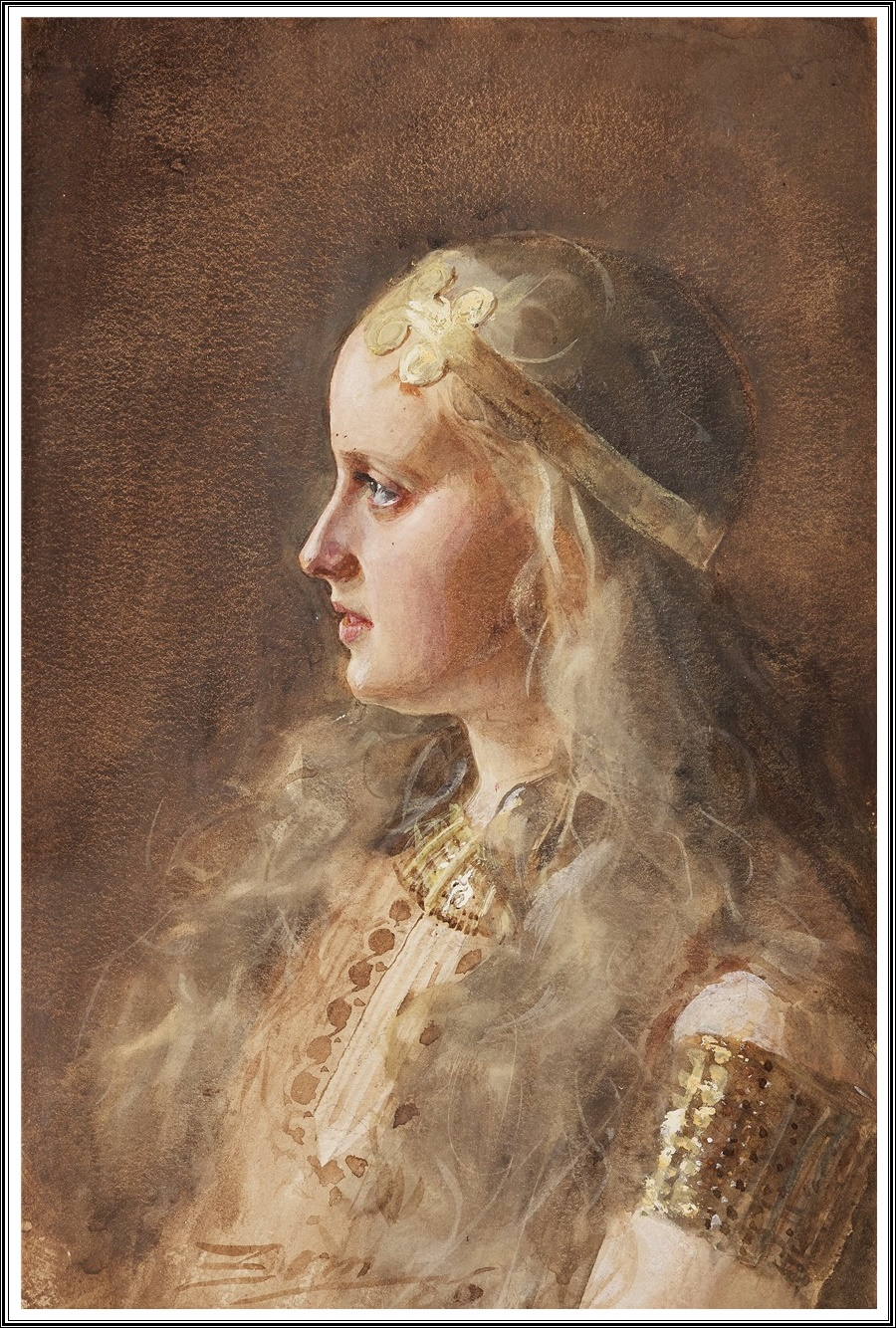
Gunnlöd

Gunnlöd – w mitologii nordyckiej olbrzymka, córka olbrzyma Suttunga
Pilnowała trzech należących do jej ojca beczek z Miodem Poezji, ukrytych w jaskini Hnitbjörg. Do jaskini pod postacią węża zakradł się Odyn, który uwiódł Gunnlöd, ta zaś pozwoliła mu napić się miodu z każdej beczki. Odyn ukradł cały miód i uciekł przybierając postać orła. Ze związku z Odynem Gunnlöd urodziła Bragiego.